# La casa sopra i portici
(Tag-line della copertina)
La casa sopra i portici è un'autobiografia scritta dal  regista e attore Carlo Verdone, con la cura di Fabio Maiello. Il libro è stato pubblicato nel 2012 dalla casa editrice Bompiani.

## Contenuto
Il libro, sebbene incentrato sulla passione del regista per il cinema, contiene molte notizie sulla fanciullezza di Verdone, legate all'avvio verso la regia. Verdone oltre a raccontare esperienze cinematografiche parla soprattutto della vita familiare e degli incontri fatti con amici (tra i quali Christian De Sica) e noti personaggi dell'epoca. Il tutto è incentrato fortemente sull'aspetto caratterizzante della casa dove il regista visse fino al trasferimento nel 2010.

## Trama
Carlo Verdone in questo libro decide di raccontare i suoi ricordi più importanti di quando era fanciullo e giovane esordiente alla regia. La sua casa sui portici in Lungotevere dei Vallati n. 2, che presto sarebbe dovuta tornare nelle mani del Vicariato della Santa Sede, è stata per il regista fin da piccolo il teatro di tutti i suoi incontri con attori, registi e critici cinematografici degli anni Cinquanta - Sessanta, a partire da Federico Fellini a Cesare Zavattini, da Pier Paolo Pasolini ad Alberto Sordi, considerato da Verdone come un secondo padre. Il padre, il critico cinematografico Mario Verdone accompagnava i figli Carlo, Luca e Silvia, futura moglie di Christian De Sica, in molte mostre e ricevimenti, in uno dei quali Carlo conobbe Sordi e Vittorio De Sica.
Nel libro Verdone si esprime molto grato a tutte quelle persone che lo hanno accompagnato durante la parte iniziale della sua carriera come regista fino alla sua affermazione definitiva.